# Ingeborg Hunzinger

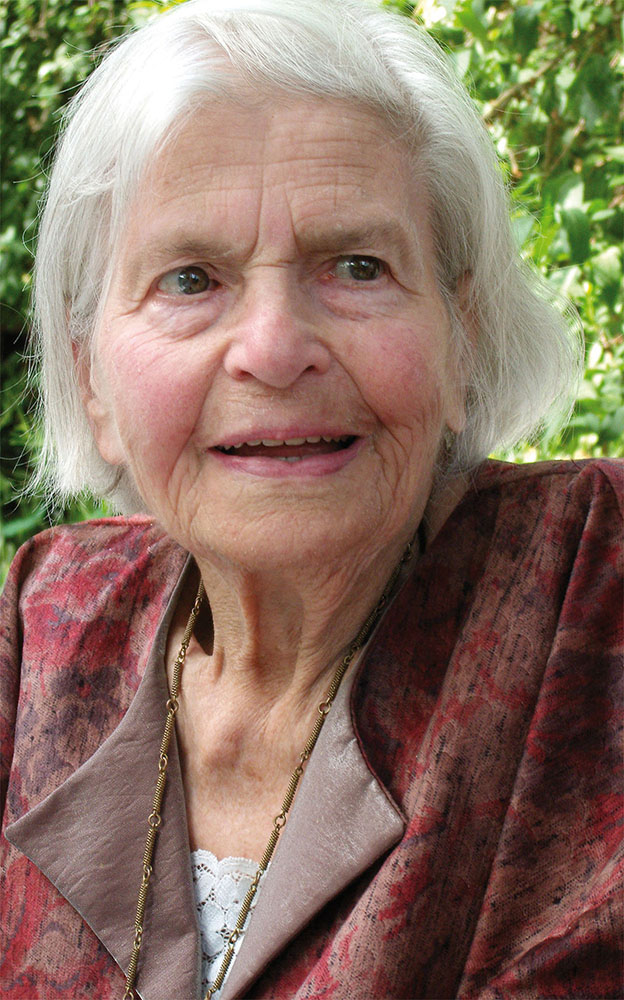
Ingeborg Hunzinger (2008)

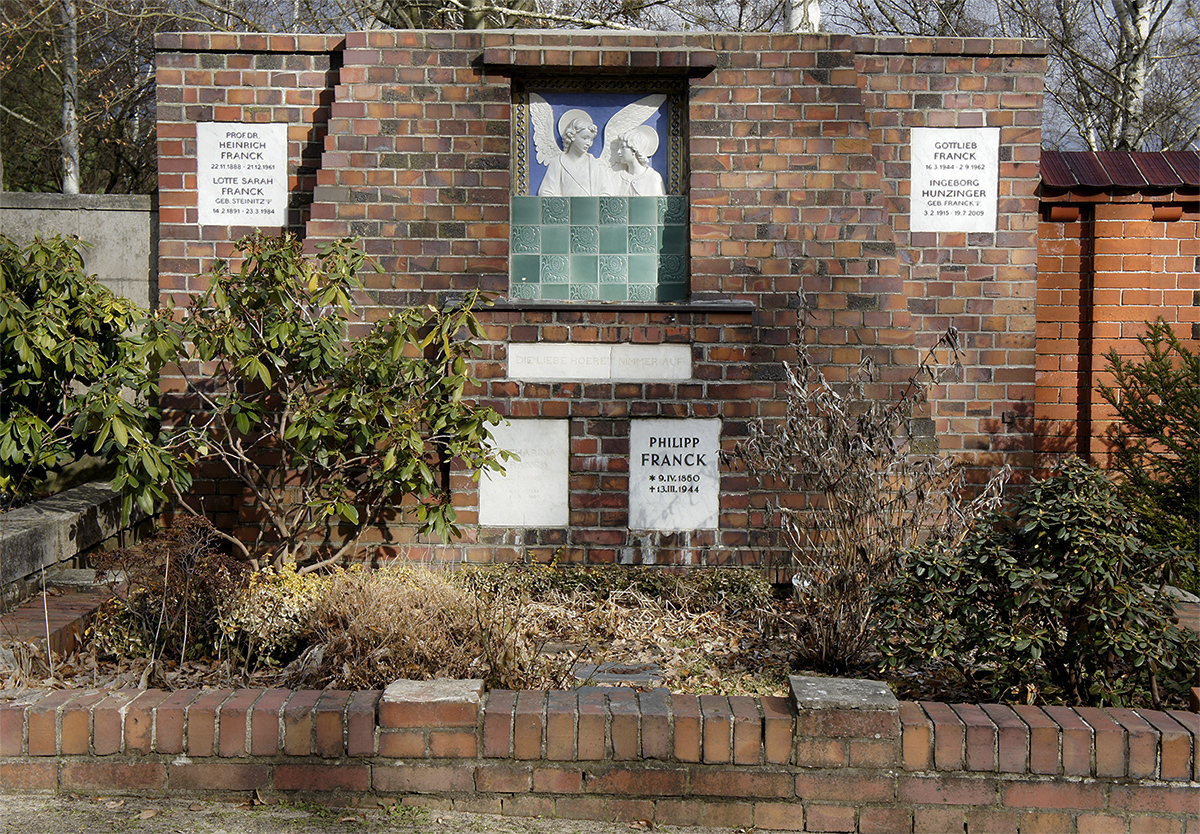
Graf van de beeldhouwer Ingeborg Hunzinger in het familiegraf Franck, Alter Friedhof Wannsee, Berlijn

Ingeborg Hunzinger, geboren als Ingeborg Franck, (Berlijn, 3 februari 1915 - aldaar, 19 juli 2009) was een Duitse beeldhouwster.

## Levensloop
Hunzinger werd in 1932 lid van de Kommunistische Partei Deutschlands en begon in 1935 met een kunstzinnige opleiding. Omdat ze van moederszijde van Joodse komaf was, zocht ze tijdens de Tweede Wereldoorlog haar toevlucht in achtereenvolgens Italië, Silezië en het hogere gedeelte van het Zwarte Woud. Ze kreeg twee kinderen van de Duitse kunstschilder Helmut Ruhmer maar kon vanwege de Neurenberger rassenwetten niet met hem trouwen. Ruhmer verloor vlak voor het einde van de oorlog het leven. In de jaren 50 trouwde ze met de kunstschilder Adolf Hunzinger en baarde haar derde kind. Na te zijn gescheiden, hertrouwde ze in de jaren 60 met de beeldhouwer Robert Riehl.
Hunzinger pakte na de oorlog haar afgebroken kunststudie in Oost-Berlijn weer op en gaf er onder meer les aan de kunsthogeschool. In 1953 vestigde ze zich als vrij kunstenares in Treptow-Köpenick.
Tegen het eind van haar leven werd ze lid van de in 2007 opgerichte socialistische partij Die Linke. Inge Hunzinger overleed in 2009 op 94-jarige leeftijd.

## Familie
Ingeborg Hunzinger is de kleindochter van de Duitse schilder Philipp Franck en de grootmoeder van de Duitse schrijfster Julia Franck.

## Beeldhouwwerken (selectie)
- Die Erde
- Die Sphinx
- Block der Frauen
- Der Traum
- Die sich Erhebende
- Mühsal, Besinnung, Aufbruch
- Wiedersehen
- Twee keramische beeldhouwwerken in Berlijn

## Galerij

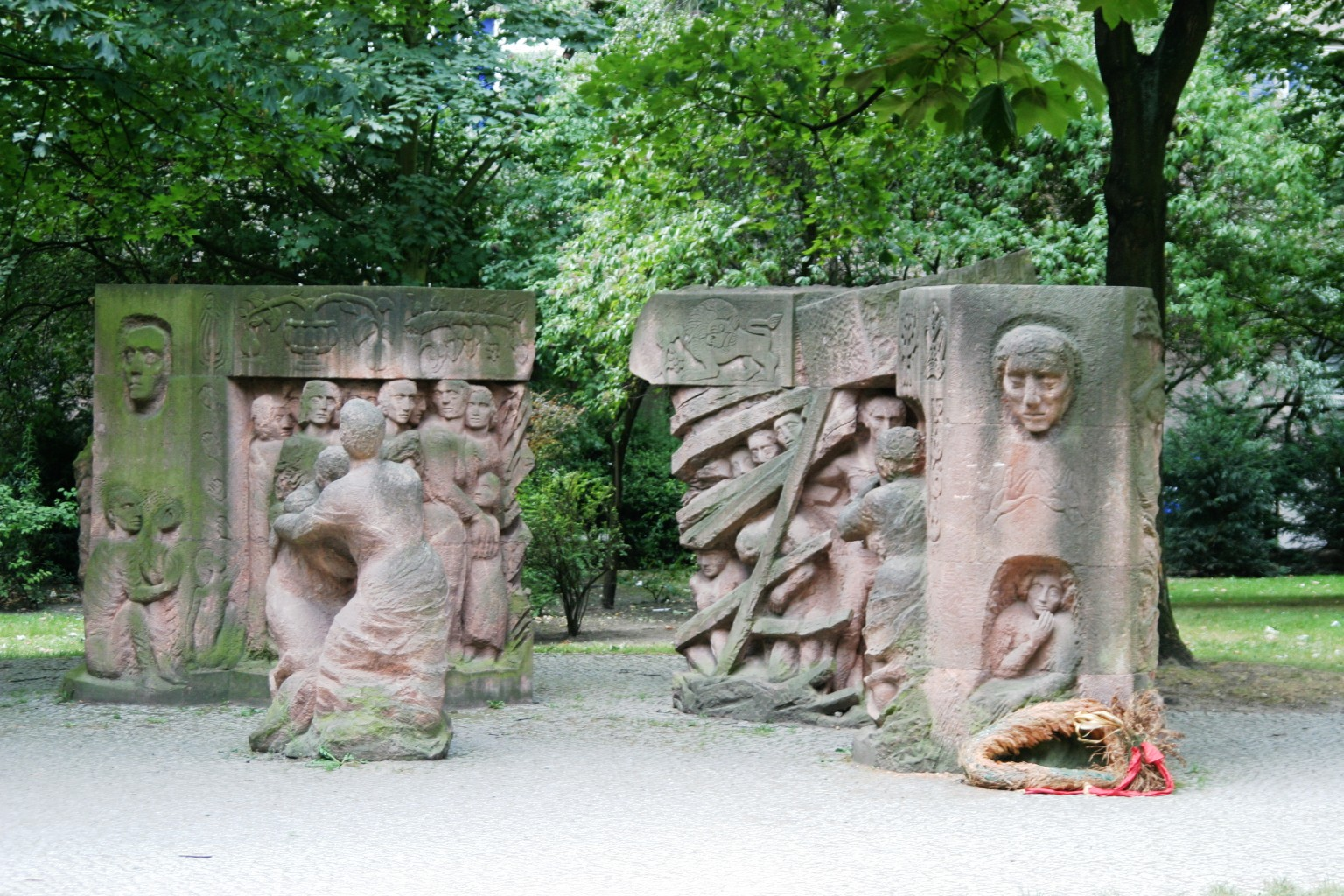
Block der Frauen, herdenkingsmonument van het Rosenstraße-protest
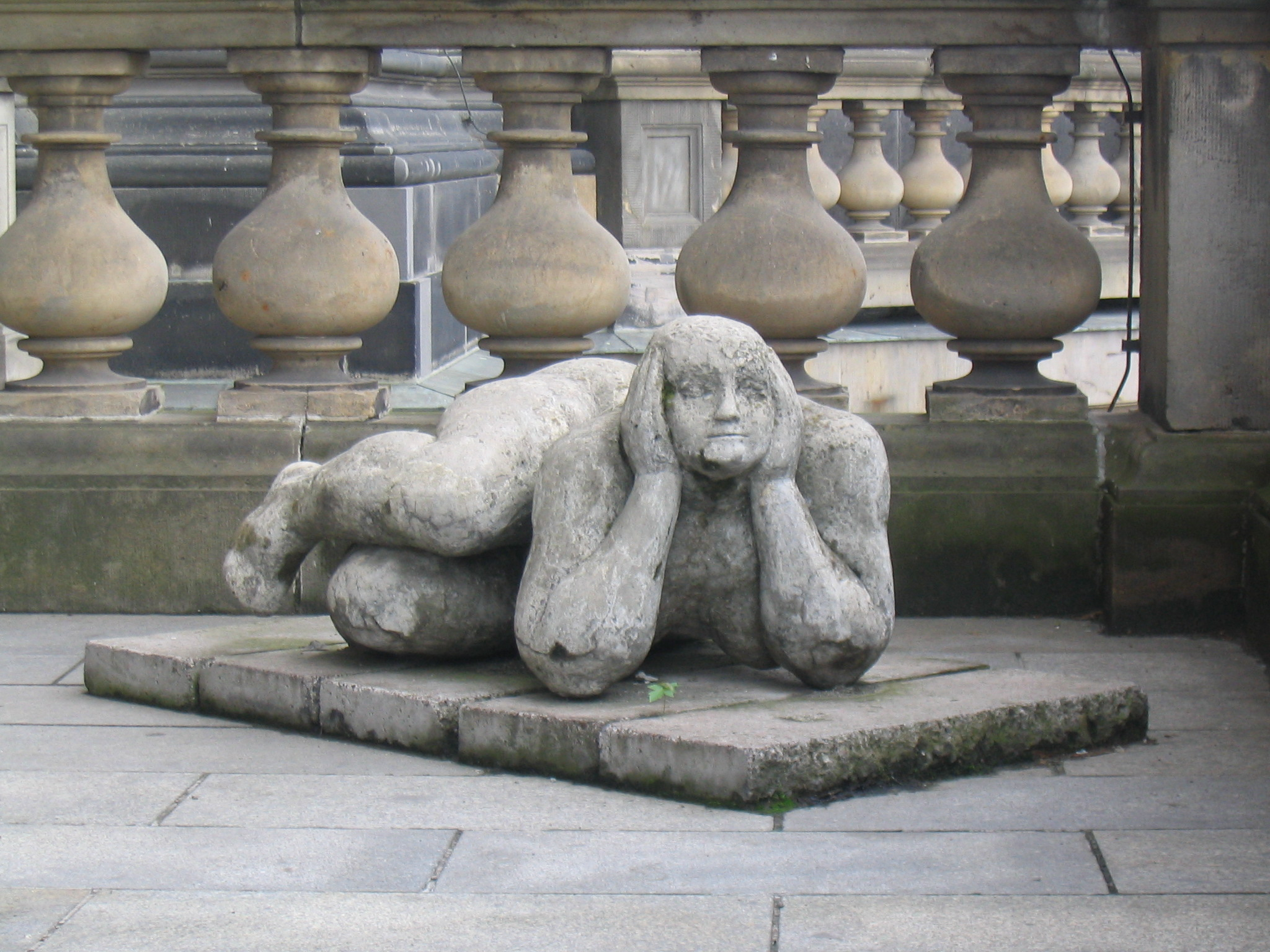
Die Sphinx
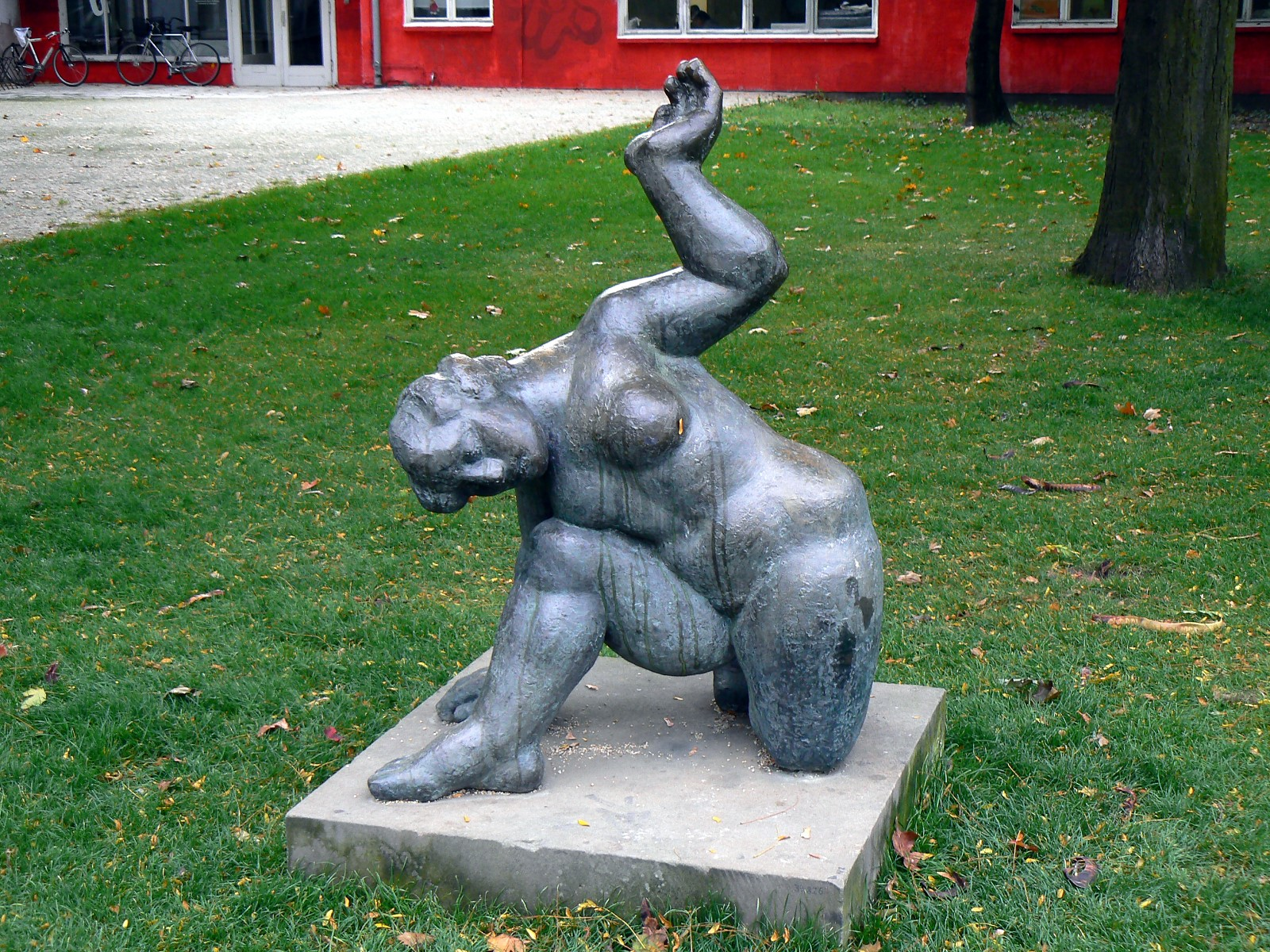
Die Erde
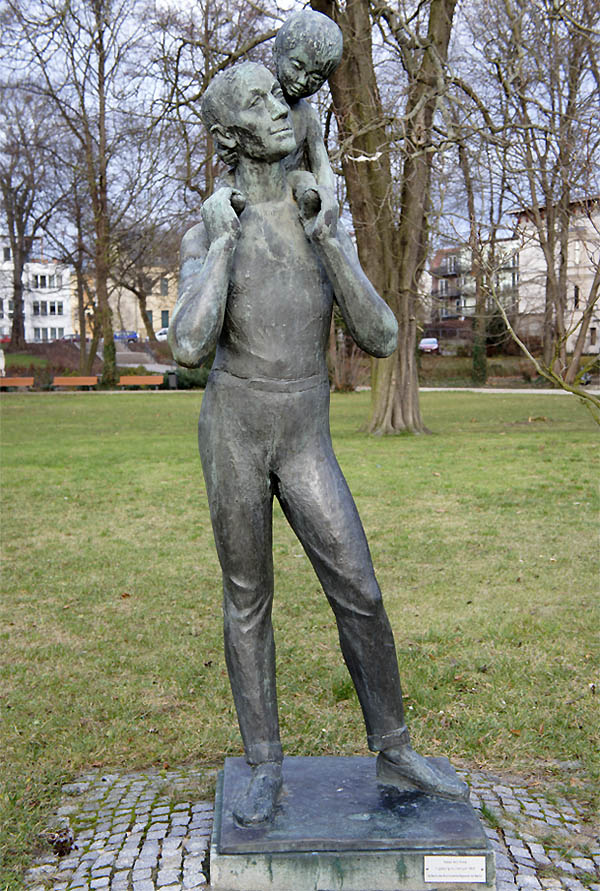
Vater und Kind, 1958, Müggelpark Berlin-Friedrichshagen
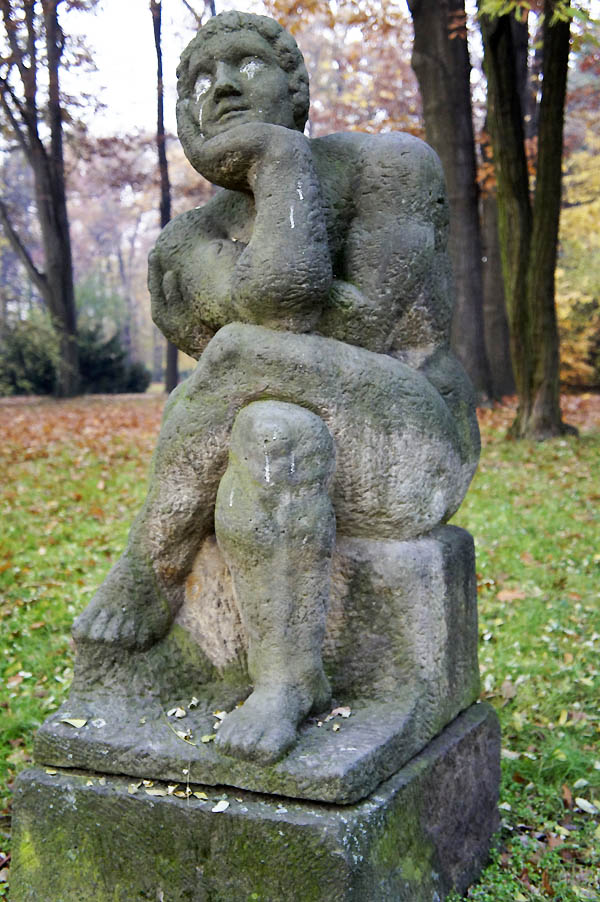
Die Sinnende, 1980, Schlosspark Biesdorf Berlin-Marzahn
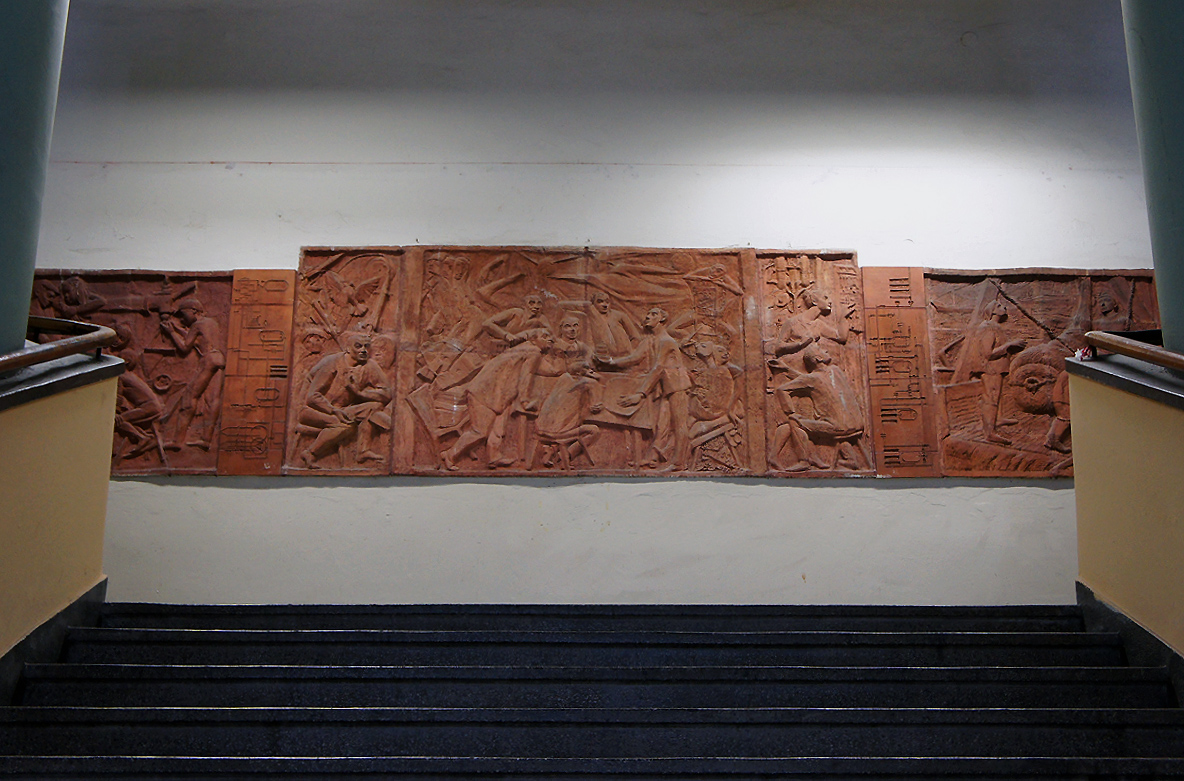
Tugenden und Laster des Sozialismus, 1966, Funkwerk Berlin-Köpenick
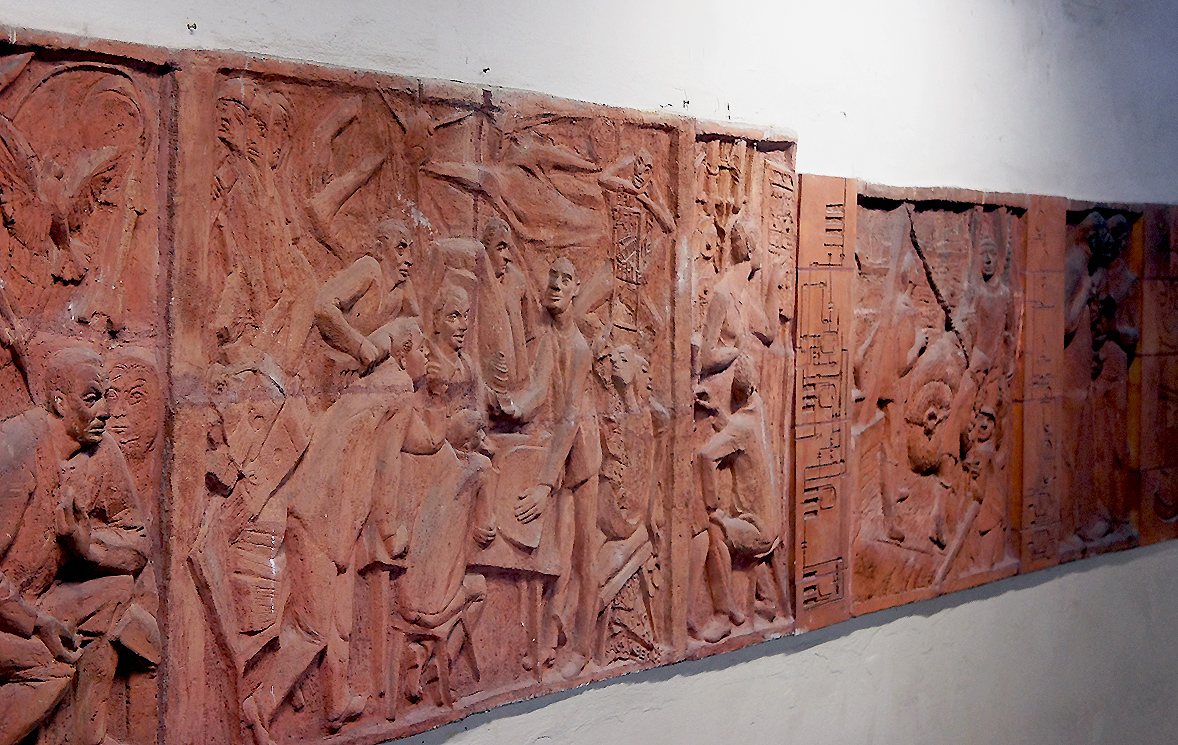
Tugenden und Laster des Sozialismus, 1966, Funkwerk Berlin-Köpenick
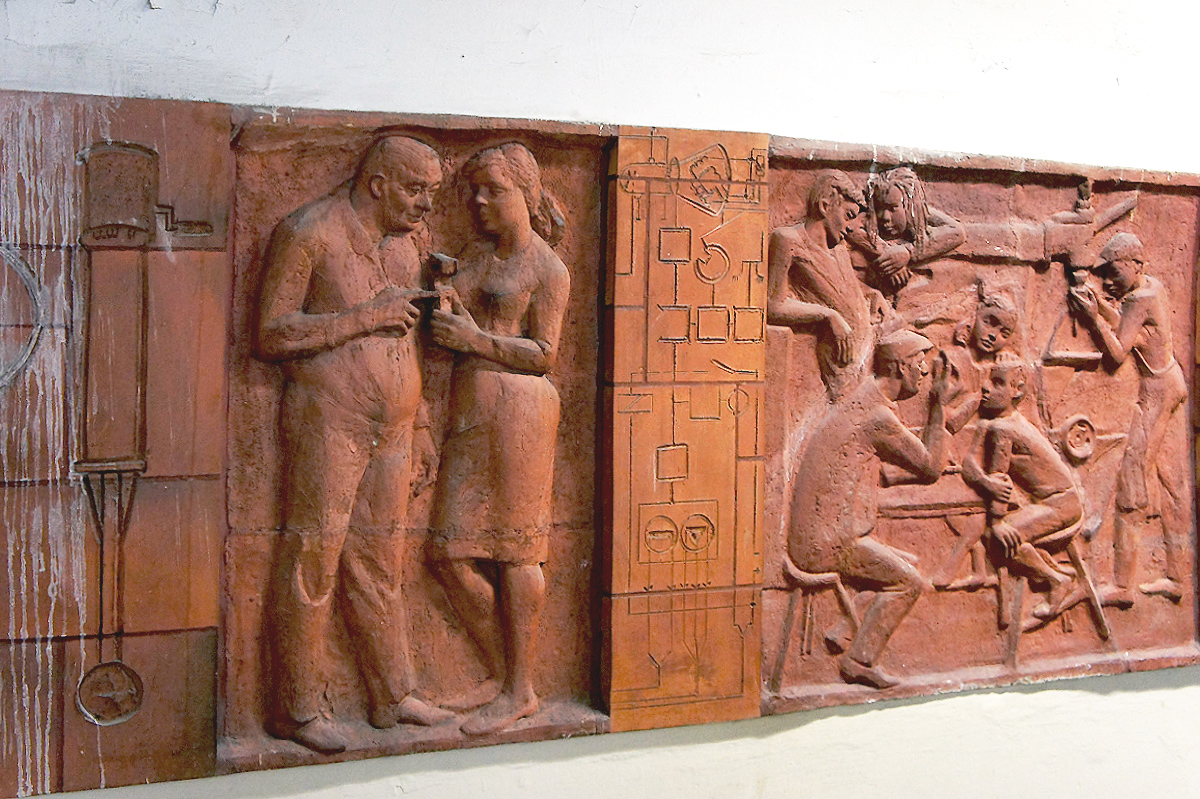
Tugenden und Laster des Sozialismus, 1966, Funkwerk Berlin-Köpenick
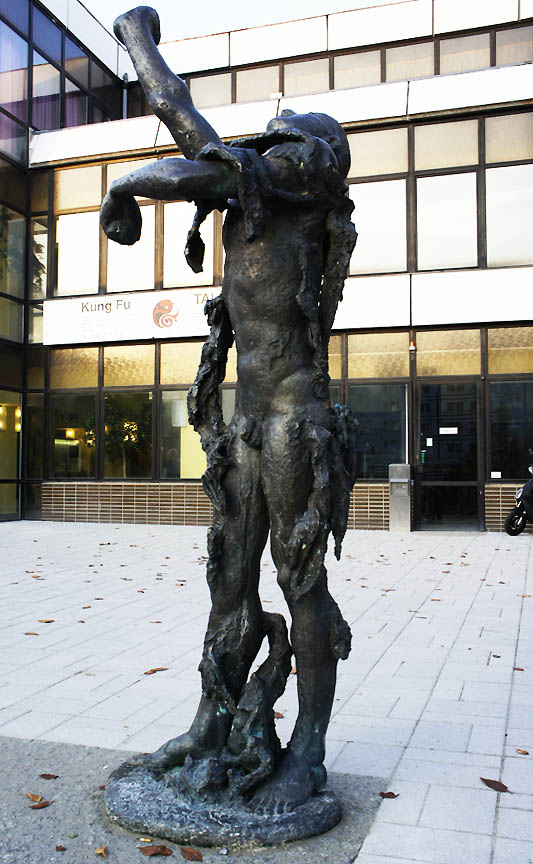
Sich Befreiender, 1991, Marzahner Promenade Berlin-Marzahn
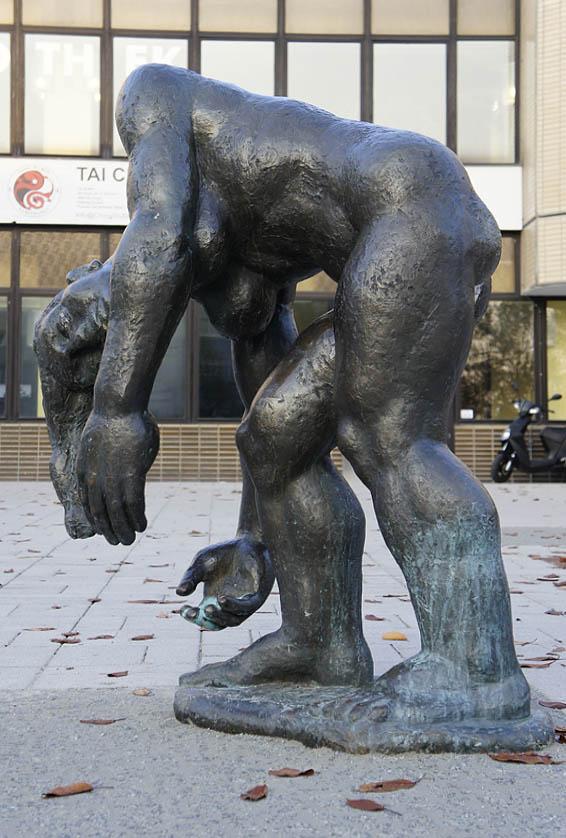
Sich Aufrichtende, 1987, Marzahner Promenade Berlin-Marzahn
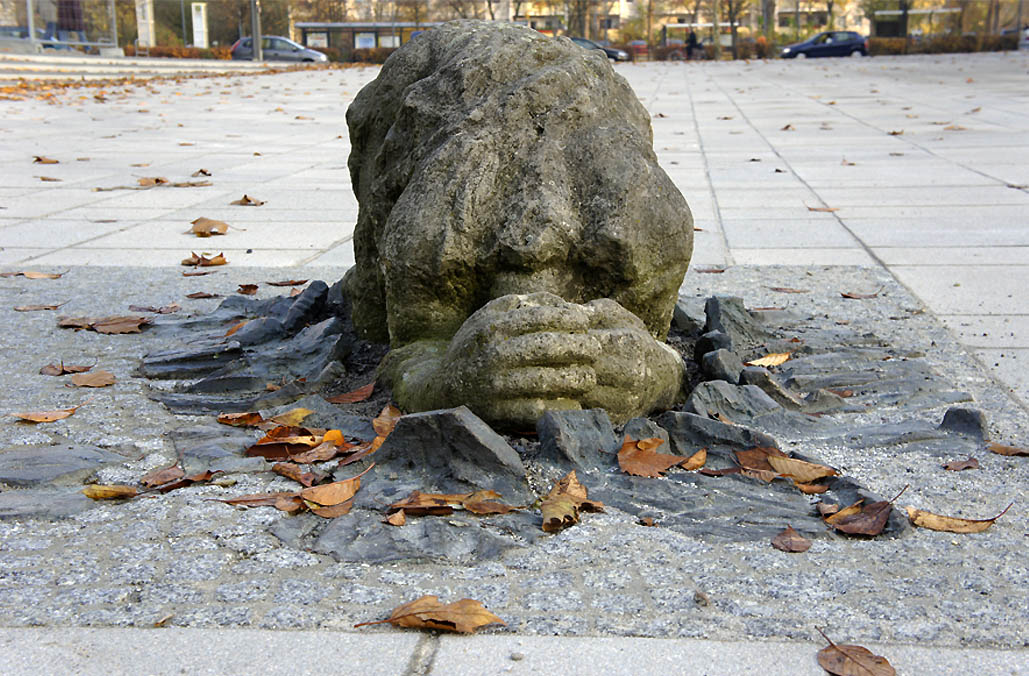
Die Geschlagene, 1985, Marzahner Promenade Berlin-Marzahn
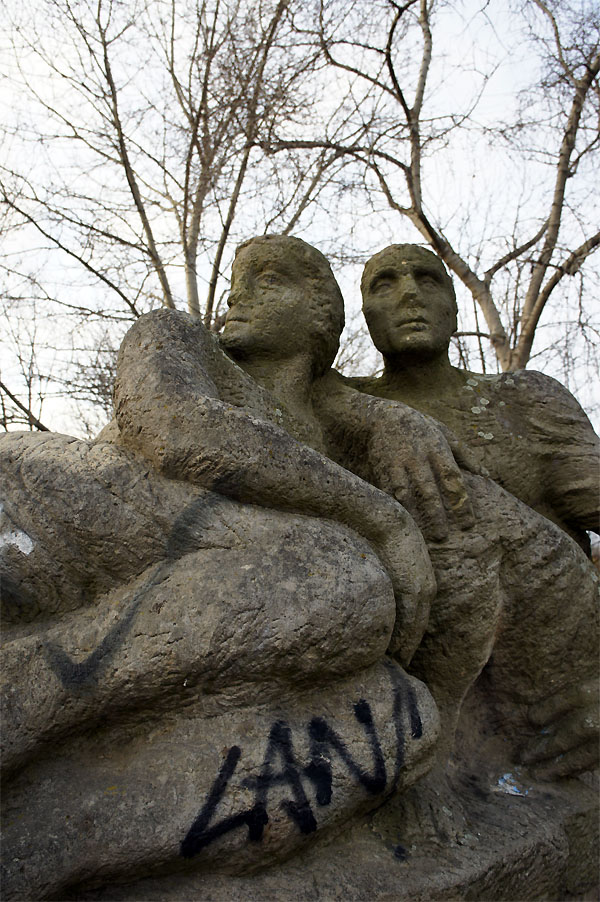
Paar-Alter (Detail), 1987, Schragenfeldstraße Berlin-Marzahn
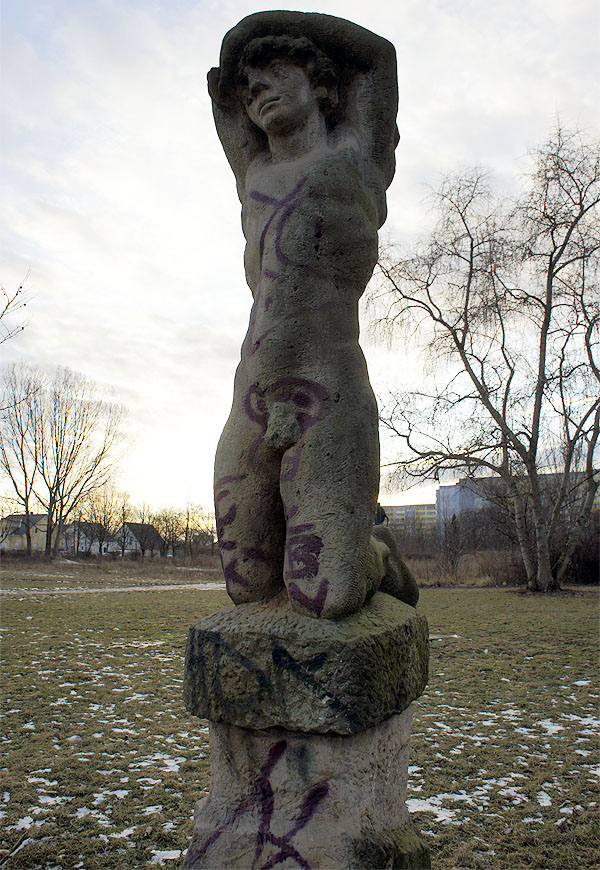
Der Jüngling, 1987, Schragenfeldstraße Berlin-Marzahn
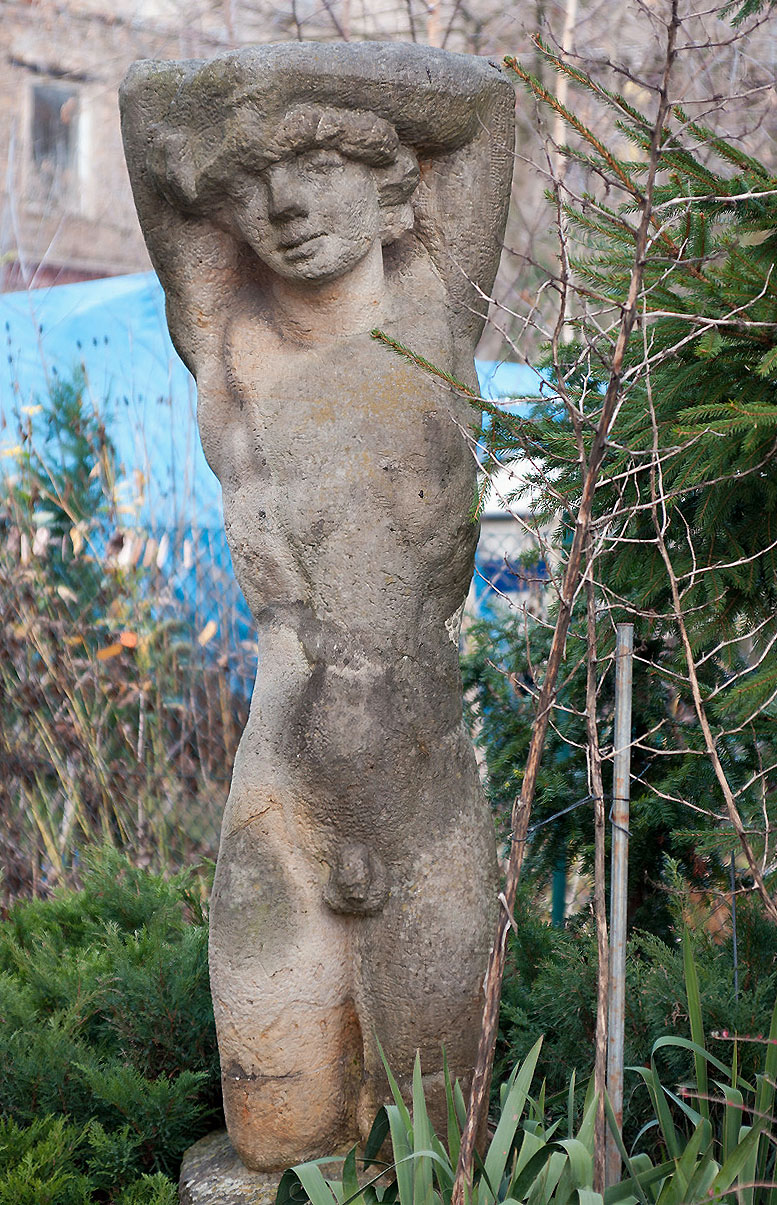
Der Knabe, 1986, Gartencenter Fürstenwalder Allee Berlin-Rahnsdorf
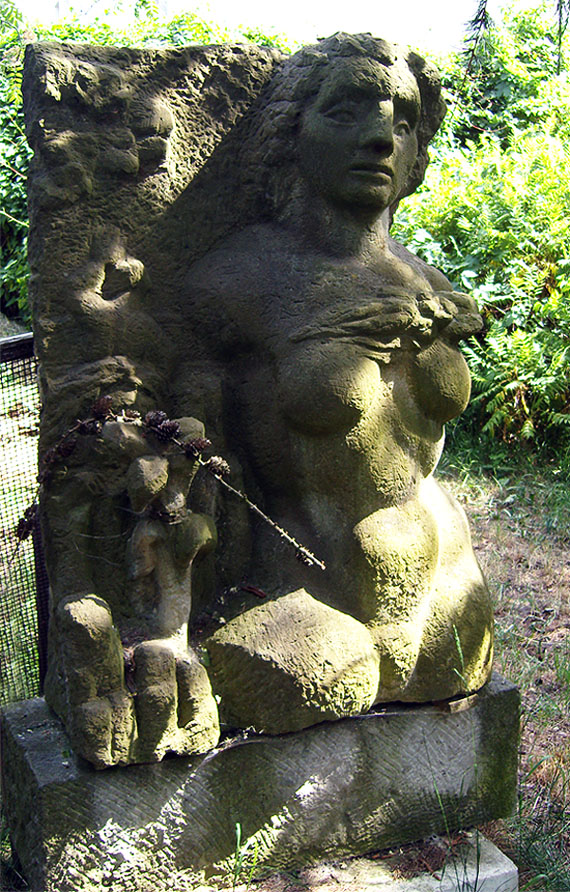
Werden, 1987, Garten der Künstlerin Berlin-Rahnsdorf
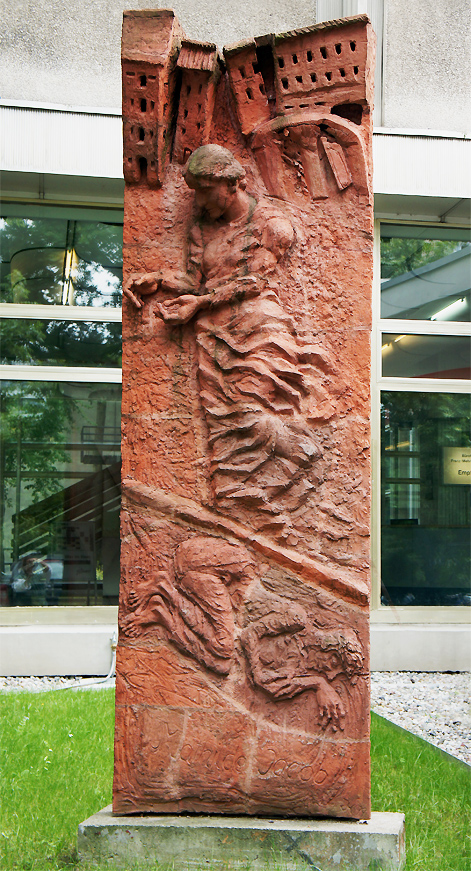
Gedenken an Mathilde Jacob, 1998, Franz-Mehring-Platz Berlin-Friedrichshain